# イリタトル
イリタトル（イリテーターとも、学名: Irritator、「苛立たせる者」の意）は、約1億1000万年前にあたる前期白亜紀のアルビアンで現在のブラジルに生息した、スピノサウルス科に属する獣脚類の恐竜の属。アラリペ盆地のロムアルド累層で発見されたほぼ完全な頭骨から知られ、化石商人がこの頭骨を入手して州立シュトゥットガルト自然史博物館に違法販売した。1996年、この標本はタイプ種 Irritator challengeri のタイプ標本に指定された。属名は英語で「苛立ち」を意味する "irritation" に由来し、頭骨が収集家により酷く損傷して変造されたと考えた古生物学者の感情を反映している（英単語が、ほぼそのまま学名〔属名〕となった珍しい例）。種小名はアーサー・コナン・ドイルの小説の架空の人物チャレンジャー教授への献名である。
1996年の下半期に記載された吻部先端から知られる Angaturama limai をイリタトルのジュニアシノニムの可能性があるとみなす研究者もいる。いずれもアラリペ盆地の同じ層序単位から産出しており、以前イリタトルとアンガトラマの頭骨部位は同じ標本のものであるとも提唱されていた。この提唱は疑わしい点もあるが、同じ動物であるか否かを確定させるためにはさらに重複した化石標本が必要である。ロムアルド累層から回収された他のスピノサウルス科の骨格要素にはイリタトルあるいはアンガトラマに属しうるものもあり、それを利用して2009年にブラジル国立博物館の展示用にレプリカ骨格が製作された。
イリタトルは全長6 - 8メートル、体重約1トンと推定され、最小のスピノサウルス科の1つである。上下に浅く細長い吻部には、鋸歯状構造を持たず真っ直ぐな円錐形の歯が並んでいた。頭部の縦方向には矢状隆起が走り、そこに強力な首の筋肉が固定されていた可能性が高い。外鼻孔は吻部先端から遥か後方に位置し、堅い二次口蓋は摂食の際に顎を強化していた。亜成体の Irritator challengeri のホロタイプ標本は、これまでに発見された中で最も完全に保存されたスピノサウルス科の頭骨である。アンガトラマの吻部先端はロゼット状の形状で側方へ広がり、長い歯と高い鶏冠を持っていた。他のスピノサウルス科と同様に、第1指の鉤爪が肥大して背中には帆が走っていたことが、おそらくイリタトルのものである骨格から示唆されている。
イリタトルは当初誤って翼竜とされた後、マニラプトル類の恐竜とされ、1996年にスピノサウルス科の恐竜として同定された。ホロタイプ標本の頭骨が完全に揃った後、2002年の再記載で分類が確定した。イリタトルとアンガトラマはいずれもスピノサウルス亜科に属する。イリタトルは現在のワニのようにジェネラリストの捕食動物であったことが提案されており、主に魚類、他には仕留められる小型動物を捕食していた可能性がある。化石証拠としては、翼竜を狩るかその死体を漁るかして捕食した個体が知られている。イリタトルは半水棲の可能性があり、乾燥地域に囲まれた沿岸のラグーンの熱帯環境に生息していた。本属は他の肉食獣脚類だけでなくカメやワニ、大量の翼竜や魚類と共存していた。

## 研究の歴史

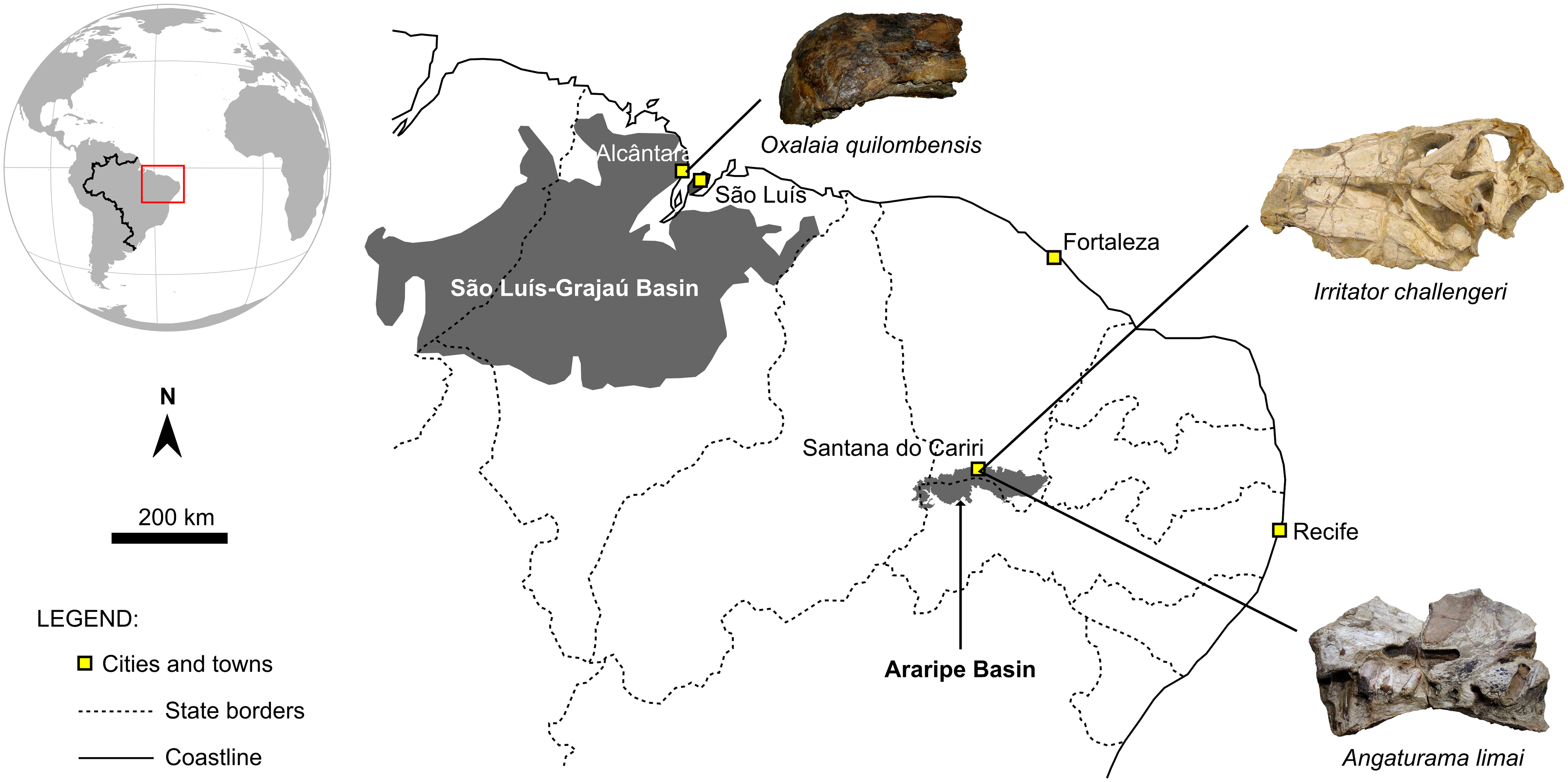
3つのスピノサウルス亜科標本が発見されたブラジルの北東部地域を示す地図。アラリペ盆地と São Luís-Grajaú 盆地で、上から順にオキサライア、イリタトル、アンガトラマ

商業化石盗掘者がブラジル北東部地域のサンタナ・ドゥ・カリリの街近くで白亜のコンクリーションを発掘し、巨大な頭骨の後側部分を入手した。化石の売買は1942年からブラジルの法律により禁止されていたが、この化石は商人により違法にドイツの州立シュトゥットガルト自然史博物館のルパート・ワイルドへ売却した。チャパダ・ドゥ・アラリペ地域は豊富な翼竜で有名であり、よくドイツの博物館が翼竜を購入していたため、この時に頭骨は巨大な基盤的翼竜のものと想定された。非常に重要でユニークな発見であることが確約され、ドイツとイギリスの翼竜の専門家がコンタクトを取ってサンプルの研究を始めた。論文執筆者であるドイツの古生物学者エバーハード・フレイとハンス・ディーター・スースはこの標本を翼竜のものとする論文を提出した後、査読によりこの化石が獣脚類の恐竜のものであると提唱され否定された。

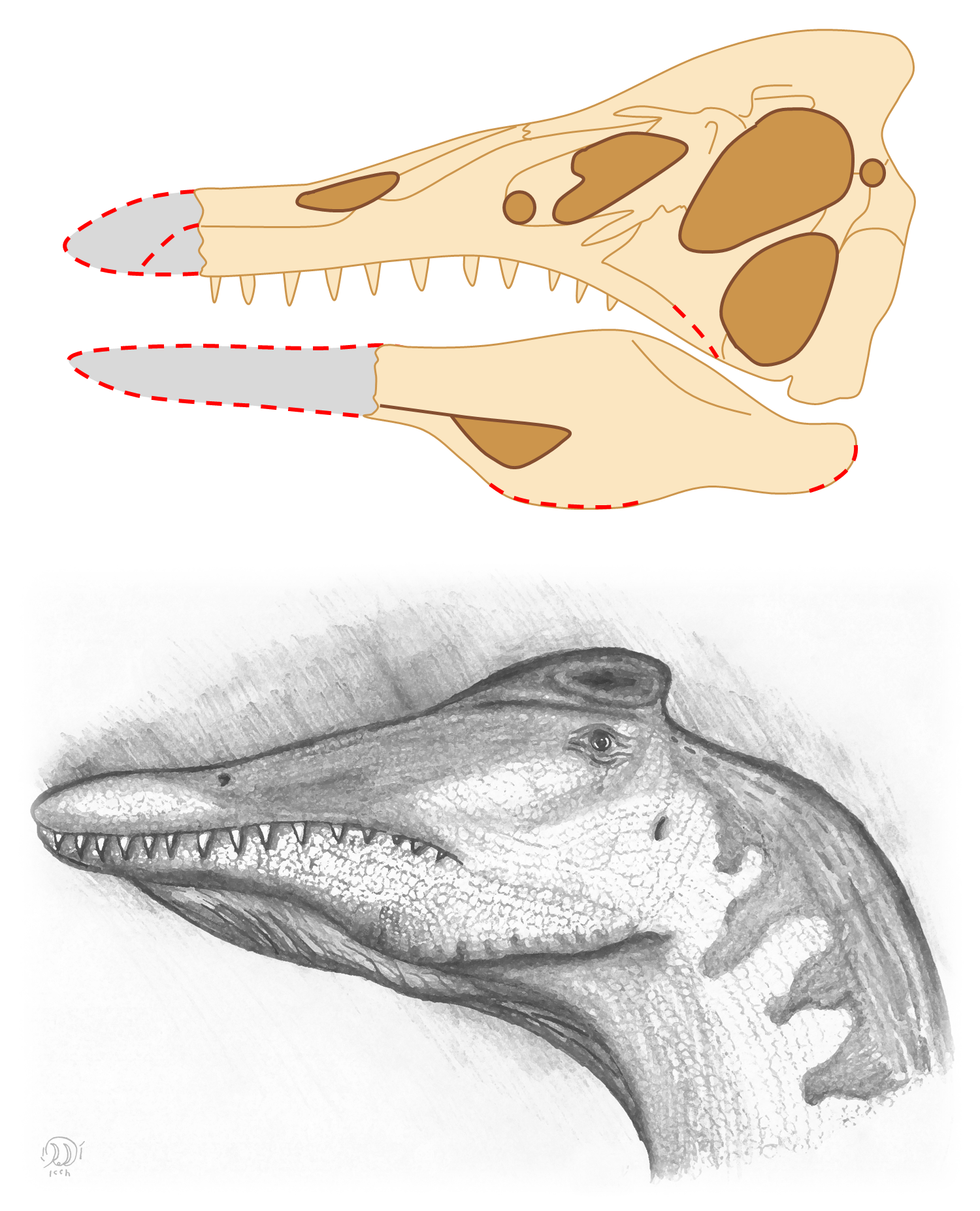
マーティルらの1996年の解釈に基づくホロタイプ標本頭骨の旧復元（上）。この復元に基づいた記載（下に似る）は後に数多くの恐竜の書籍や百科事典に掲載された

頭骨はある程度側方へ平たく、化石にはよくあることであるが部分的に破損している。右側は保存が良く、一方で左側は収集の間に酷く損傷を受けた。頭骨の最後部上側表面は侵食を受け、下顎は前端を失い、いずれも化石化の際の破損に起因する。また、標本の一部は泥灰岩のコンクリーションにより割れている。上顎の先端も紛失しており、ここには侵食の痕跡が見られないことから、化石のコンクリーションの間か後に破損した可能性が最も高い。特定の骨が腐食を示していることから、酸処理が試みられたことが示唆されている。頭蓋骨の中央には垂直な骨折があり、自動車の車体用充填剤で塞がれていたようである。より完全で価値のあるように見せかけるため、化石商人は頭蓋骨を石膏でひどく隠しており、これは特に魚類化石などに使用される、チャパダ・ドゥ・アラリペの地元収集家の間で広く普及した手法であった。バイヤーは違法に収集された標本の変造に気付かず、CTスキャンのためイギリスの大学に送られて初めて、収集家が上顎骨の一部を鼻の前の部分に移して頭骨を新たに組み立てていたことが判明した。古生物学者デイヴィッド・M・マーティル、アーサー・R・I・クルックシャンク、エバーハード・フレイ、フィリップ・G・スモール、マルコム・クラークが科学的に記載し、SMNS 58022 に指定された頭骨は1996年に新属新種 Irritator challengeri のホロタイプ標本となった。同論文においてマーティルらは属名の由来について「苛立ち、吻部が人工的に伸ばされたと知った時の論文著者の抱いた感情に由来する」と綴った。種小名はアーサー・コナン・ドイルの小説『失われた世界』の登場人物チャレンジャー教授にちなんで命名された。その2年前には、フレイとマーティルはクラト累層から産出した新種の翼竜アーサーダクティルスを小説家自身にちなんで命名していた。
マーティルらが最初に Irritator challengeri を記載した際、ホロタイプは大部分がまだ石灰岩の母岩に入っていた。トロント大学の研究者ディアン・M・スコットはは完全に頭骨をクリーニングする作業を引き受け、2002年に詳細な再記載を行った。完全に取り出された標本に基づいて2002年にスース、フレイ、マーティルが執筆した精査では、マーティルらのオリジナルの観察は否定され、損傷した上に大部分が隠れていた頭骨の誤解に基づいたものとされた。完全な頭骨は原記載よりも24センチメートル短いと見積もられた。元々卓越した頭部の鶏冠と考えられていたものは、結合していない不確定な骨の断片であると判明した。さらに、追加の頭骨が同定された。以前の研究と同様に、スースらはアフリカのスピノサウルス属をイリタトルに最も近縁な分類群とみなした。この根拠として、主に真っ直ぐな円錐形の歯冠、薄いエナメル質、はっきりとしていて鋸歯状構造を持たない縁、縦方向の溝といった特徴が両属に共通していたことが挙げられる。当時スピノサウルスの頭骨はほとんど理解が進んでいなかったため、これらの類似点を受けた論文著者はイリタトルをスピノサウルスの潜在的ジュニアシノニムであると提唱した。スースらはさらなる重複した頭骨要素を要すると綴った。スピノサウルスの頭骨の研究が進んだため、後の研究で両者は別属に分けられたままとなった。
発見地は定かではないが、標本はおそらくかつてロムアルド層群サンタナ累層に指定されていたロムアルド累層から産出した。この割り当てはロムアルド累層で発見された貝虫 Pattersoncypris の微化石とイクチオデクテス科のクラドキクルスのウロコから確かめられた。地元化石商人へ質問したところ、チャパダ・ドゥ・アラリペの脇に位置するサンタナ・ドゥ・カリリに近い Buxexé 村の近く、標高約650メートル地点に産地があるという手がかりが得られた。ロムアルド累層は実際にそこで露出しており、ホロタイプを含む母岩もそれらも岩と同じ色と質感であることから、この産地がおそらく化石の発見地とみなせる。Irritator challengeri はロムアルド累層から初めて記載された恐竜であり、ホロタイプ標本は知られているスピノサウルス科頭骨の中で最も完全に保存されたものである。

### アンガトラマとのシノニム

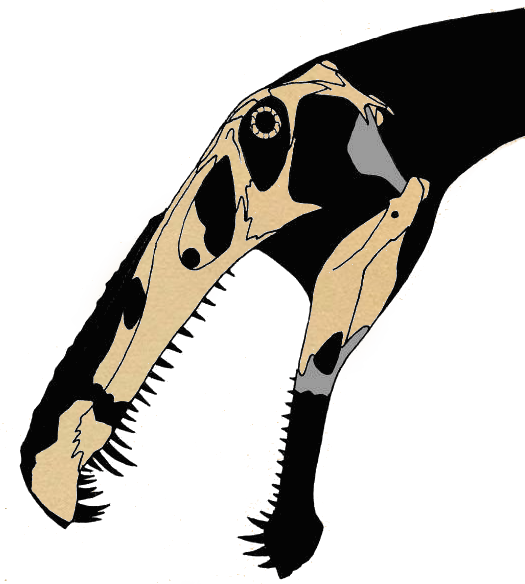
知られているイリタトルの頭骨要素。古生物学者ジェイミー・A・ヘイデンによる解釈で、吻部先端はアンガトラマの標本に由来する

Angaturama limai は Irritator challengeri と同じ時代と場所に生息した別のスピノサウルス科恐竜で、1996年2月にブラジルの古生物学者アレクサンダー・ケルナーとディオゲンス・デ・アルメディア・カンポスにより記載された。現在ではサンパウロ大学で USP GP/2T-5 の標本番号が与えられたホロタイプ標本は、ロムアルド累層から産出して孤立した吻部の先端からなる。標本は元々翼竜化石のために開発された技術を用いて白亜紀のノジュールから取り出された。属名はブラジル先住民のトゥピ人の守護霊 Angaturama を反映し、種小名は1991年に標本をケルナーに教えたブラジルの古生物学者ムリロ・R・デ・リマへの献名である。

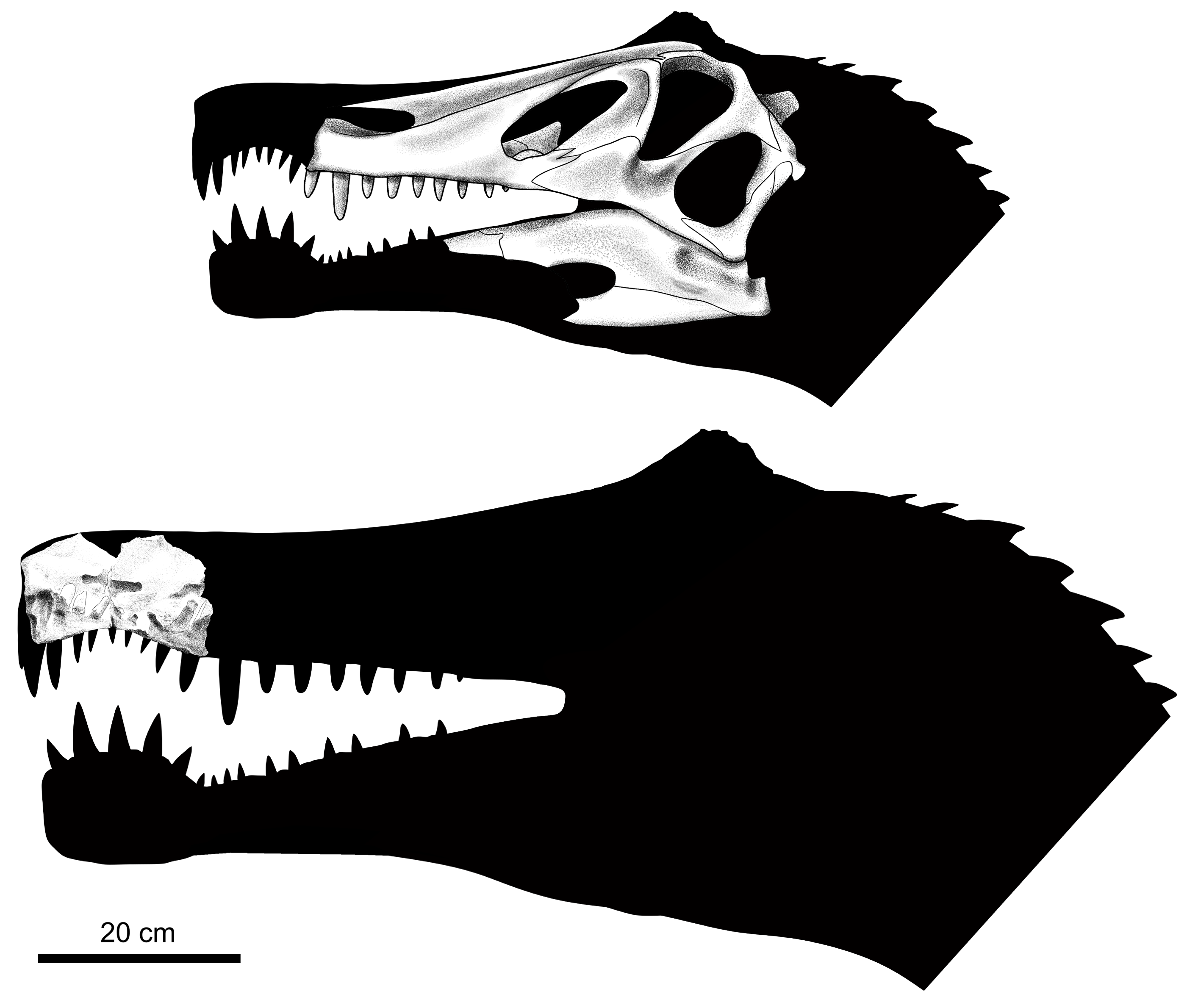
Irritator challengeri と Angaturama limai のホロタイプ。後者の頭骨が大型で、左第3上顎歯が重複しているのが分かる。2017年にセイルズとシュルツにより提唱された

1997年、イギリスの古生物学者アラン・J・カリグとアンジェラ・ミルナーはアンガトラマがイリタトルのジュニアシノニムである可能性が高いと考え、両属が奥に位置する外鼻孔や長い顎、特徴的なスピノサウルス科の歯列を持つことを記した。ポール・セレノらは1998年にこの可能性に同意し、アンガトラマのホロタイプ標本がイリタトルのホロタイプ標本に揃う、即ち両者が同じ標本に属しうると意見した。エリック・ビュフェトーとモハメド・クアジャは2002年、クリスティアーノ・ダル・サッソらが2015年、トル・G・バーティンが2010年、ダレン・ナイシュが2013年、マダニ・ベンユーセフらが2015年にこの結論を支持した。彼らのイリタトルの再記載で、いずれのホロタイプ標本も同程度に細く、鋸歯状でない縁を持つ横に丸みを帯びた歯を共有するとスースらは指摘した。また、彼らはアンガトラマの前上顎骨の矢状隆起はイリタトルの鼻骨に対応する可能性があると記載した。これらの主張には異議が唱えられてもいる。ケルナーとカンポスが2000年、ブラジルの古生物学者エライン・B・マカドとケルナーが2005年に、化石は2つの異なる属に由来していて Angaturama limai のホロタイプは Irritator challengeri のものより明確に側方へ平たいと意見を表明した。
ブラジルの古生物学者マルコス・A・F・セイルズとシーザー・L・シュルツによる2017年の両化石の評価では、保存という他の観点でも両標本が別物であるとされた。イリタトルの標本は明るい色で垂直に割れ目が入り、一方でアンガトラマの標本は多くの空洞がある。また、イリタトルのホロタイプの歯への損傷は遥かに少ない。さらにセイルズとシュルツは左第3上顎骨が重複すると発見したほか、近縁なバリオニクスのプロポーションに基づくとアンガトラマの頭骨はイリタトルのものよりも大型であるとも意見した。これを以て彼らは二つの標本は同じ個体に属さないと結論づけ、属レベルのシノニムの判定にはさらに広く重複した化石が必要だと記した。アンガトラマとイリタトルが同属とみなされる場合、イリタトルがほぼ1ヶ月先に命名されたため、先取権の原則によりイリタトルが有効な学名となる。

### 頭蓋後方要素とさらなる発見

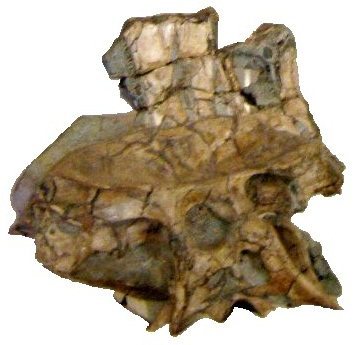
スピノサウルス亜科の骨盤と仙椎（標本番号 MN 4819-V）。ブラジル国立博物館

頭骨要素と孤立した歯の他に、ロムアルド累層には頭骨よりも後方のスピノサウルス科に由来する骨格が産出している。多くは未記載であり、さらに全てがスピノサウルス亜科に関連する。2004年に脊柱の一部 MN 4743-V が累層で発掘され、ブラジルの古生物学者ジョナサン・ビッテンコートとケルナーが構造に基づいてスピノサウルス科と想定した。この標本がイリタトルとアンガトラマのいずれに分類されるかは、両属が頭骨のみに基づいているため不確定である。2007年にマカドとケルナーは暫定的に肋骨断片 MN 7021-V をスピノサウルス科に割り当てたが、ロムアルド累層から得られた最も完全なスピノサウルス標本は頭骨を失った骨格断片 MN 4819-V である。1991年に初めて報告されたこの標本はケルナーにより2001年にスピノサウルス科に割り当てられた。その根拠は仙椎の神経棘、肥大した前肢の鉤爪であった。骨格は2010年にマカドによる未発表の修士論文で完全に記載された。2013年に言及された不完全な後肢 MPSC R-2089 もスピノサウルス科に関係する可能性がある。2018年、ティト・オーレリアノと彼のチームが特大個体の左腸骨の一部 LPP-PV-0042 を記載した。アラリペ盆地産の化石にはよくあることだが、ロムアルド累層から産出したスピノサウルス科の骨要素の大多数は、化石の違法取引のため管理されていない状況下で収集されたものである。そのため、部分的に損傷し、地理学的フィールドデータの揃っていない標本も多い。
頭骨よりも後方のロムアルド累層の骨格にはアンガトラマのレプリカ骨格の製作の基盤に用いられたものもあり、レプリカは後にリオデジャネイロ大学の所有するブラジル国立博物館で組み立てられた。骨格は顎でアンハングエラ科の翼竜を運ぶ様子を示した。同標本は2009年3月に開催された Dinossauros no Sertão（セルトンの恐竜）展の目玉展示となり、展示された初めてのブラジル産大型肉食恐竜となった。骨盤や仙椎の化石を含むオリジナルの頭より後方の要素には、組み立てられた骨格マウントともに展示されたものもあった。特別展開幕のプレスリリースで、ケルナーは MN 4819-V がアンガトラマに属すと非公式に暗示した。また、これは標本が骨格マウントに含まれることにも反映されている。2011年には、ブラジル産の3番目のスピノサウルス科 Oxalaia quilombensi がサオ・ルイス盆地イタペクル層群アルカンターラ累層から記載・命名された。この大型種は孤立した吻部先端と上顎断片のみから知られ、イリタトルやアンガトラマから約6000万年から9000万年後のセノマニアン期に生息した。Oxalaia quilombensis は広く丸みを帯びた吻部と前上顎歯に鋸歯状構造がない点で Angaturama limai と異なる。2018年9月、ブラジル国立博物館で火災が発生し、化石コレクションも大規模な破壊を受け、おそらく展示されていたアンガトラマの骨格と化石も失われた。Oxalaia quilombensis のホロタイプ標本は同じ建物に保管されていたため、これも火災で破壊された可能性がある。

## 記載

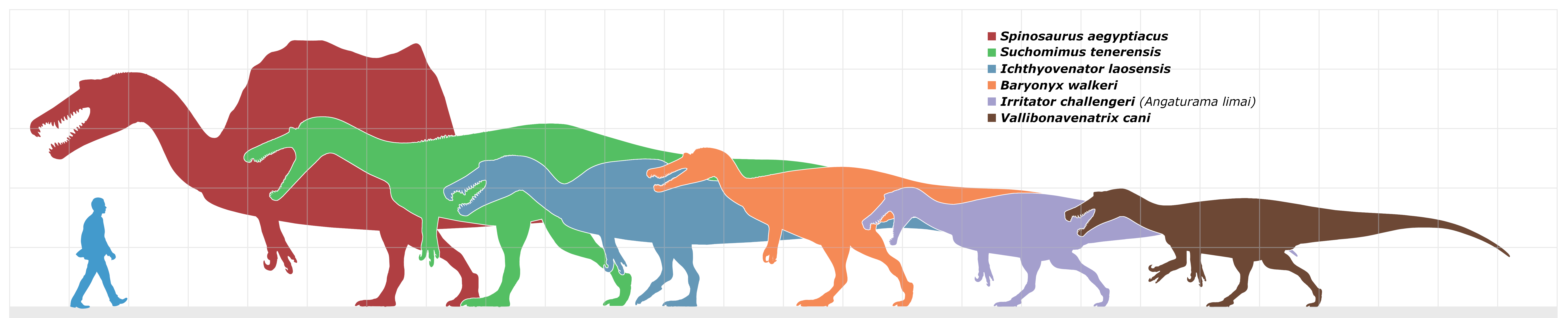
スピノサウルス科とヒトの大きさ比較。イリタトルは紫色

全長を最大限見積もっても、イリタトルは知られているスピノサウルス科の中で最小であった。グレゴリー・ポールはその全長を7.5メートル、体重を1トンと計算した。トーマス・R・ホルツ・ジュニアはそれを上回る推定をしており、全長8メートル、体重0.9 - 3.6トンと見積もった。ドゥーガル・ディクソンによる見積もりは低い値を示し、全長6メートル、体高2メートルと推定された。オーレリアノらは比率を調整し、セイルズとシュルツによる研究の復元から Irritator challengeri のホロタイプを全長6.5メートル、Angaturama limai のホロタイプを全長8.3メートルとした。以前のホロタイプ標本の頭骨はまだ完全には癒合しておらず、この標本が亜成体のものであることが示唆されている。スピノサウルス亜科の部分的骨格 MN 4819-V は中型サイズの個体で、マカドにより全長5 - 6メートルと見積もられた。この標本に由来する数多くの要素がブラジル国立博物館の骨格マウントに組み込まれており、骨格は全長6メートル、体高2メートルであった。しかし、ロムアルド累層産のスピノサウルス科はおそらくさらに大型のサイズに達していた。LPP-PV-0042 は腸骨断片のみに代表されるが、オーレリアノらは全長約10メートルと推定した。骨組織からこの個体は亜成体であったことが示唆されており、そのため成熟した個体はさらに大型であった。

### Irritator challengeriホロタイプの解剖学

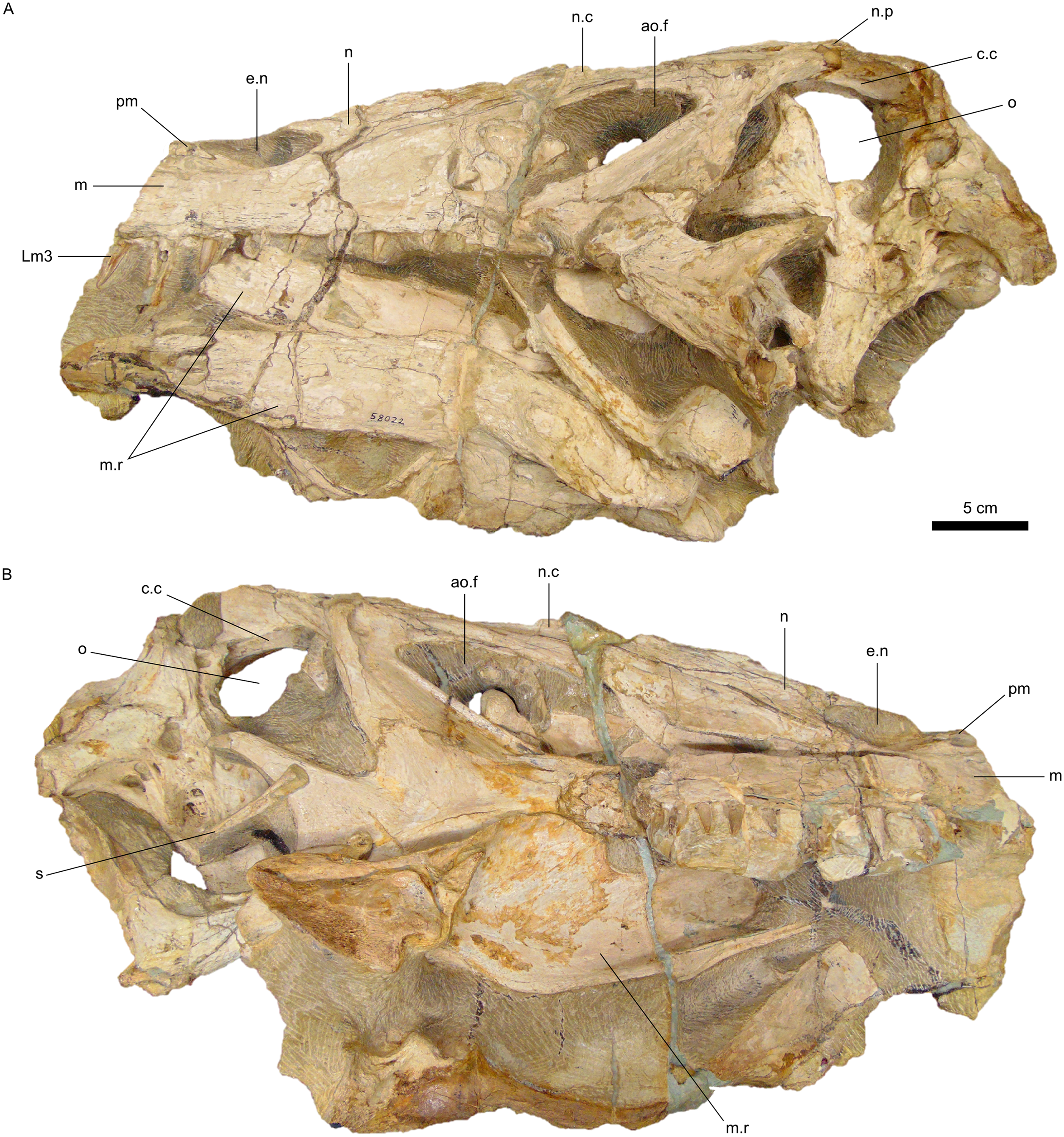
左と右から見た Irritator challengeri のホロタイプ

Irritator challengeri のホロタイプ頭骨は特定部位が酷く損傷しているが、大まかには完全であり、失われている部位は吻部先端と下顎骨の前方部位のみである。保存された頭骨は高さ16.5センチメートル、幅10センチメートルであり、完全な頭骨長はバリオニクスに基づいて60センチメートルと推定された。イリタトルの頭骨は長く、狭く、断面はある程度三角形をなしていた。脳頭蓋は後方に傾き、長さよりも深さがあった。そこから上下に低い吻部が長く伸び、両側が比較的平坦でわずかに頭骨の正中線に曲がっていた。対をなす前上顎骨の後端だけが完全であり、外鼻孔の上下境界の前方を形成した。全てのスピノサウルス科と同様に、上顎骨は外鼻孔を過ぎてその下に伸びており、長く低い枝は外鼻孔の下側境界をなし、前上顎骨と鼻骨をその位置で分けていた。イリタトルの上顎洞はアロサウルスと同様に大型の楕円形開口部を持った。全てのスピノサウルス科と同様に外鼻孔は楕円形で、典型的な獣脚類よりも遥か後方に位置していた。イリタトルの外鼻孔は相対的・絶対的にスコミムスやバリオニクスのものよりも小さかったが、スピノサウルスのものよりは大型であった。眼窩の後ろに開いた孔である下側頭窓は非常に大きい一方、目の前に開いた上側頭窓は細長い楕円形であった。眼窩自体は眼球の位置した最上部で底よりも深く広かった。涙骨は眼窩を前眼窩窓と分け、40°で閉じる2つの突起で前眼窩窓の上下後方縁を形成した。この角度は35°のバリオニクスのものに似ていた。バリオニクスと違い、イリタトルの涙骨は骨の角を形成しなかった。前眼窩骨は大型かつ頑丈で、その後ろに位置する薄い前頭骨は最上部で滑らかかつ凹状で、いずれもが眼窩の上部縁を形成した。

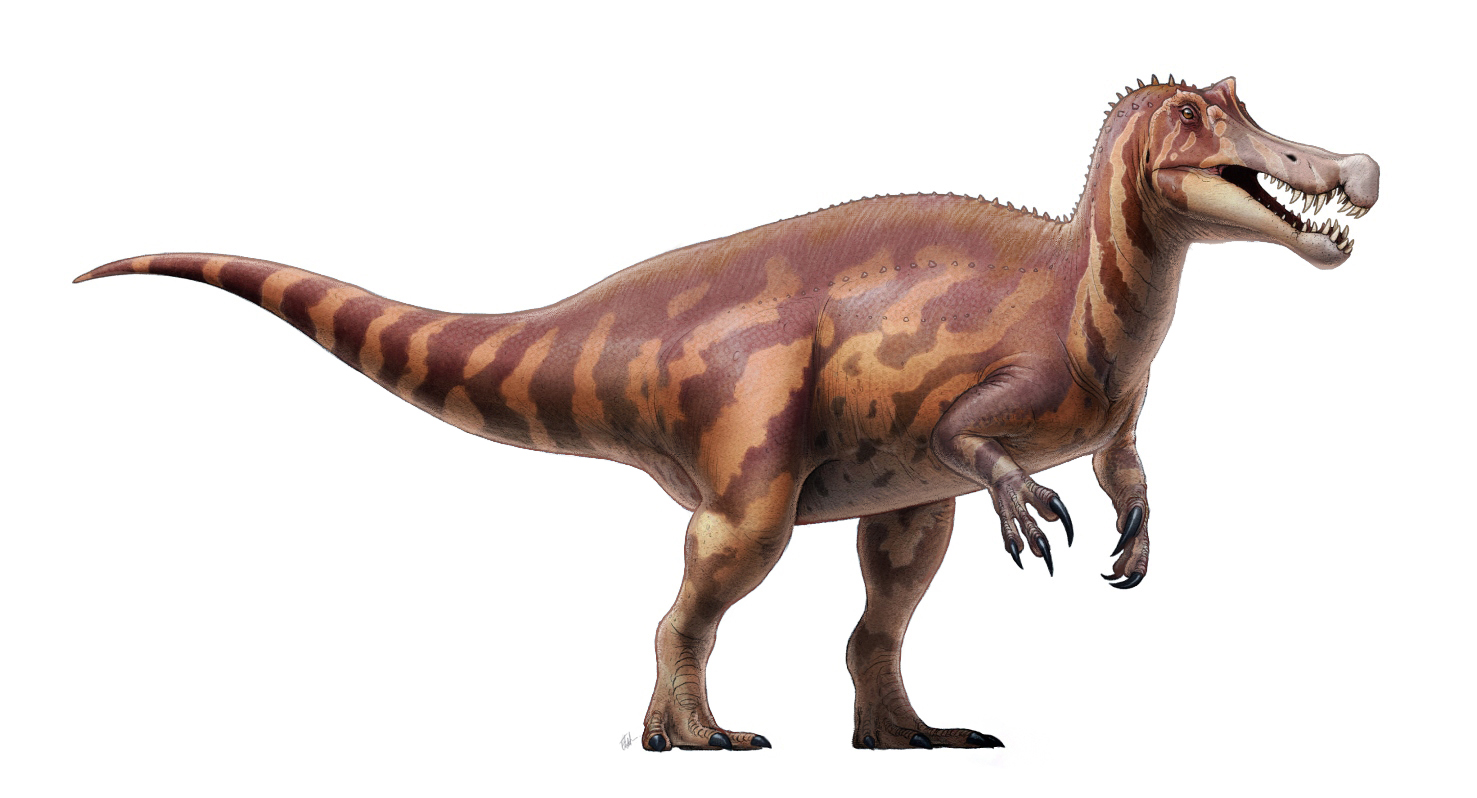
イリタトルとアンガトラマの標本を結合させた生態復元図

薄い矢状隆起が長い鼻骨から構成されており、頭骨の正中線を走って目の真上の平坦な膨らみで止まる。イリタトルの矢状隆起の完全な形状と高さは不明だが、頭部の鶏冠はスピノサウルス科に共通であり、生きていた頃にはおそらく性的ディスプレイとして機能していた。イリタトルの鶏冠の保存された部分は前眼窩窓の最深部の真上で、スピノサウルスの鶏冠に見られる垂直な隆起を欠いている。他のスピノサウルス科と同様に、イリタトルには長い骨質の構造が口二次口蓋として存在し、口と鼻腔を分別していた。この特徴は現在のワニにも観察できるが、大半の獣脚類恐竜には存在しない。また、他の親戚と同様に、イリタトルの頭蓋天井にはさらに2つ孔(postnasal fenestrae)が開いているほか、部分的にしか分かれていない長い基翼状骨突起（口蓋骨と共に頭蓋腔と繋がる骨の伸長）があった。下顎の欠損は深く、後側上側表面は大部分が上角骨からなり、上角骨は下に位置する浅い角骨と関節した。下顎の側面に開いた孔(mandibular fenestra)は楕円形的比較的大型だった。下顎で歯の生えた骨である歯骨はイリタトルでは確認されておらず、上角骨の前に残骸が残っている。Irritator challengeri のホロタイプはあぶみ骨が保存されていた非鳥類型恐竜化石という点でもユニークである。

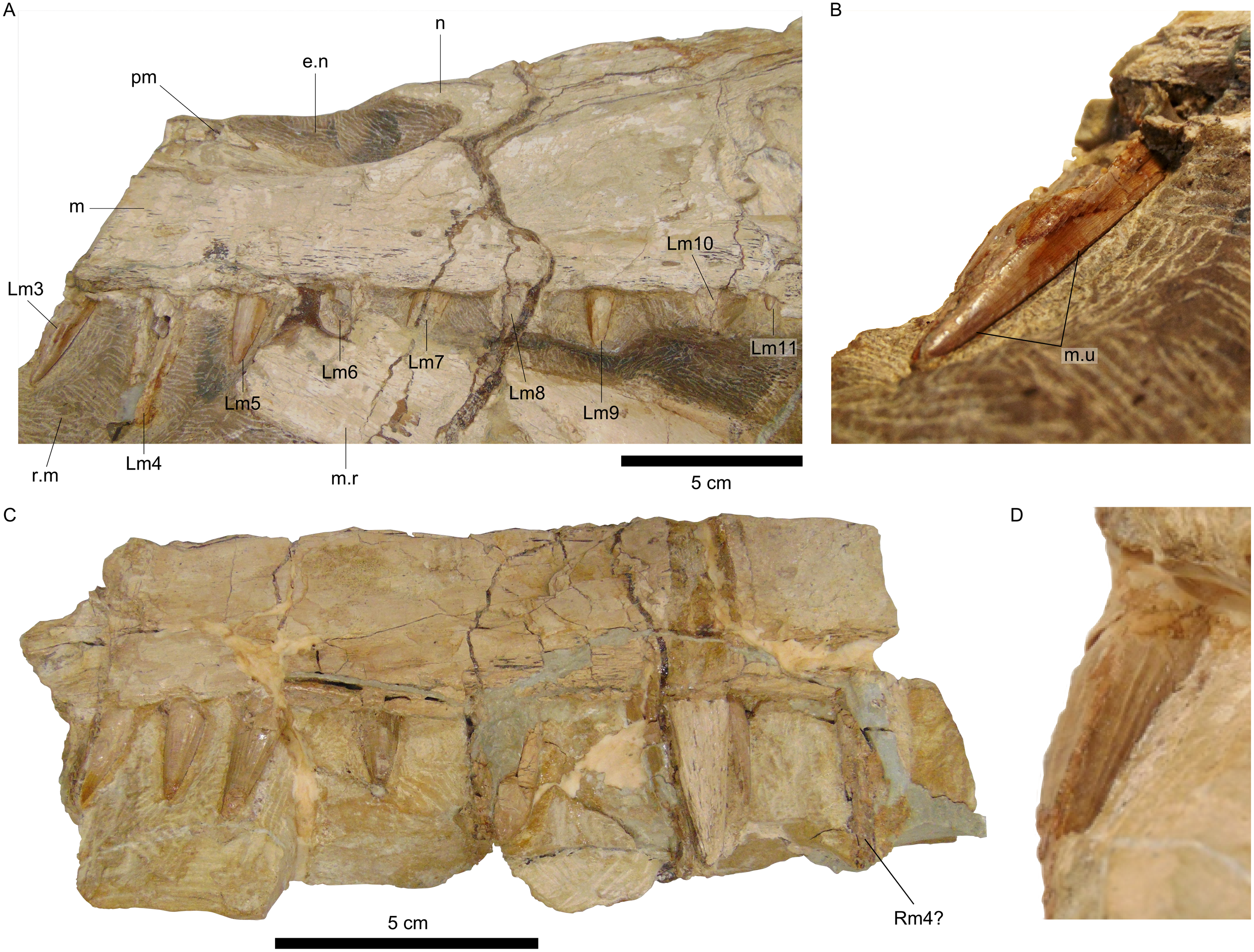
イリタトルの上顎と歯のクローズアップ

イリタトルの歯は円錐形でわずかにのみ湾曲しており、縁は鋭く明瞭であったが鋸歯状ではなかった。縦方向の溝が歯冠に存在し、これはスピノサウルス科には一般的な歯の特徴であった。。スピノサウルスと同様にイリタトルの歯は両側とも溝があったが、バリオニクスの歯の溝は内側にしかなかった。イリタトルの歯は断面が円形で、大半の獣脚類恐竜の側方に平たい歯とは対照的である。エナメル質は薄く、きめ細かい皺の入った手触りはバリオニクスでも観察できる。イリタトルの上顎骨は左右両方とも9本の歯が保存され、より完全度の高い左上顎骨歯については母岩に10番目の歯の痕跡がある。歯は顎へ深く差し込まれ、上顎骨の前方へ広く間隔を開けていた。第1および第2上顎骨歯が最も大きく、それぞれ歯冠の長さは32ミリメートルと40ミリメートルであった。残る7本は奥に向かうにつれ小型化し、最奥の歯は歯冠長6ミリメートルと推定されている。この標本に行われたCTスキャンから、上顎の左右両側において生え変わりの歯が明らかにされている。生え変わりの歯の歯根は上顎骨に深く走り、ほぼ頭骨の最上部に届くようにして正中線近くで生え変わった。イリタトルの親戚との比較に基づくと、上顎骨はおそらくそれぞれ合計11本の歯が並んでいた。この値は、スピノサウルスに分類される上顎化石 MSNM V4047 の12本に近い。イリタトルの標本の左上顎骨で最も奥に位置する歯は完全には生え出ておらず、先端だけが視認できる。

### Angaturama limaiホロタイプの解剖学

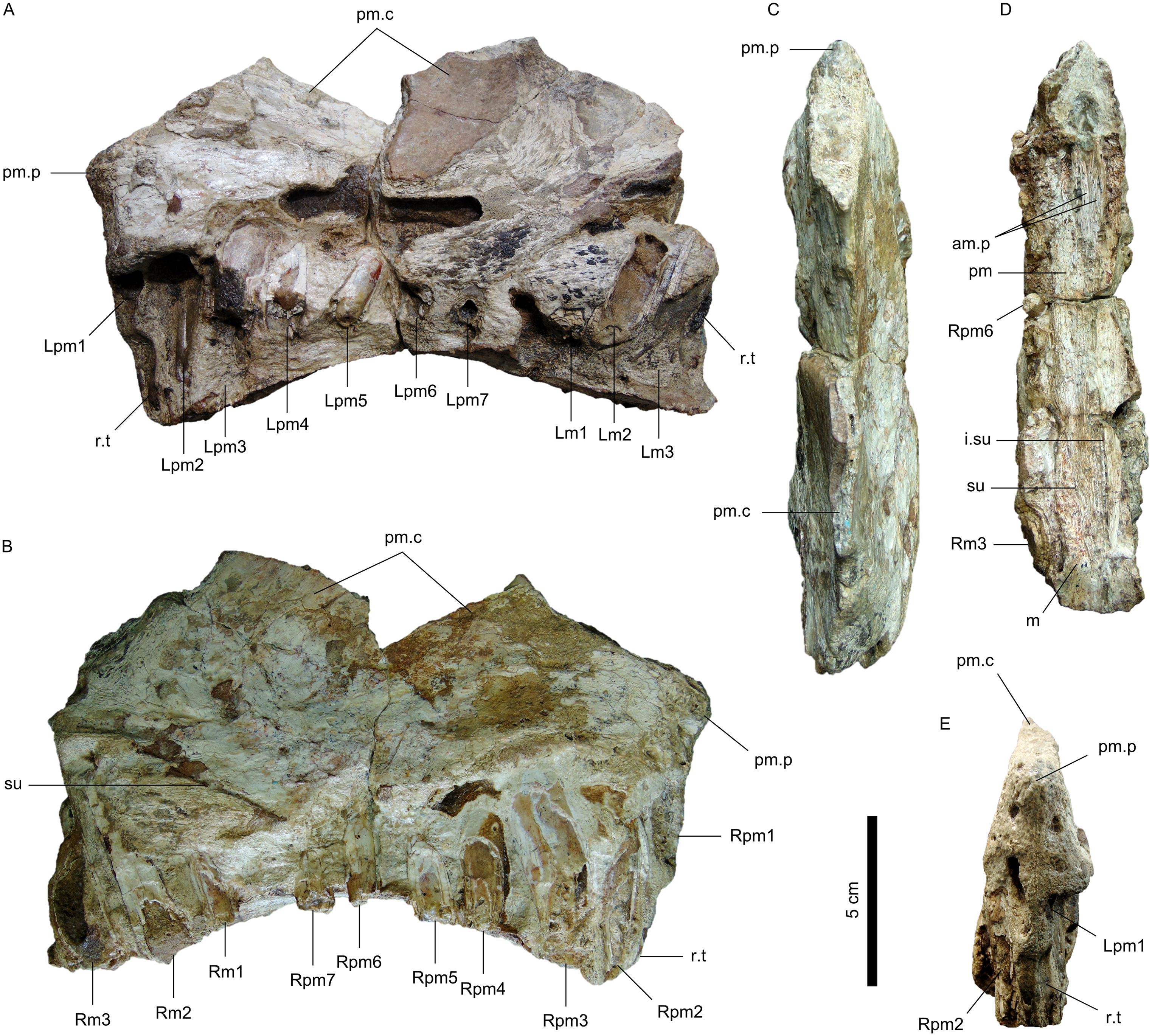
様々な角度から見た Angaturama limai のホロタイプ

Angaturama limai のホロタイプは上顎の一部のみからなり、対をなす前上顎骨の先端と上顎骨の最前端部を構成している。標本は高さ19.2センチメートル、長さ11センチメートル、口蓋領域の幅は4 - 5ミリメートルであった。上顎骨と前上顎骨の間の縫合線は前方でジグザグ状で、後方で真っ直ぐであった。前上顎骨の下側縁は凹状で、窪みには第6前上顎骨歯の頂点が届いた。吻部の前方は広がり、スピノサウルス科に特徴的なスプーン型末端ロゼットを形成した。この前上顎骨の下側の窪みは凸状に肥大した下顎骨先端と噛み合わさった。前上顎骨は互いに最低部で繋がり、アンガトラマ　の二次口蓋を形成した。二次口蓋は上顎骨から伸びる2つの突起にも部分的に寄与された。吻部は側方に強く潰れ、前上顎骨は穏やかに厚さ1 - 2ミリメートルの矢状隆起から最上部に向けて細くなった。矢状隆起は他の知られているスピノサウルス科よりも大型かつ前方に伸びていた。前上顎骨の最前方上側境界は小さく膨らんで隆起の基部に張り出した。この膨らみは見たところ上側表面が損傷しており、矢状隆起の最上部がその点よりもさらに上や前に伸びていた可能性が示唆されている。アンガトラマの吻部の前側縁は垂直に真っ直ぐあるいは窪んでおり、これは他のスピノサウルス科の滑らかに傾斜した吻部からすると異様である。
前上顎骨では、破損した歯が部分的な歯冠が発見されている。大きく伸びた真っ直ぐな歯には鋸歯状構造のない円錐形の歯冠が備わり、長さ40ミリメートルで、単一で骨に埋め込まれていた。これにより、これに続く歯の配置は古い歯の間に新しい歯が萌出したことが示唆されている。歯槽から判断して、前上顎骨には互いに7本の歯があり、第3歯が最も大型であった。また、上顎骨歯の最前方3本も保存されていた。前上顎骨歯は第1歯から第3歯にかけて大型化し、第3歯から第6歯にかけて縮み、第6前上顎骨歯から第3上顎骨歯にかけて再び大型化した。最後の前上顎骨歯と最初の上顎骨歯の歯間距離は16センチメートルであった。

### 頭よりも後方の骨格

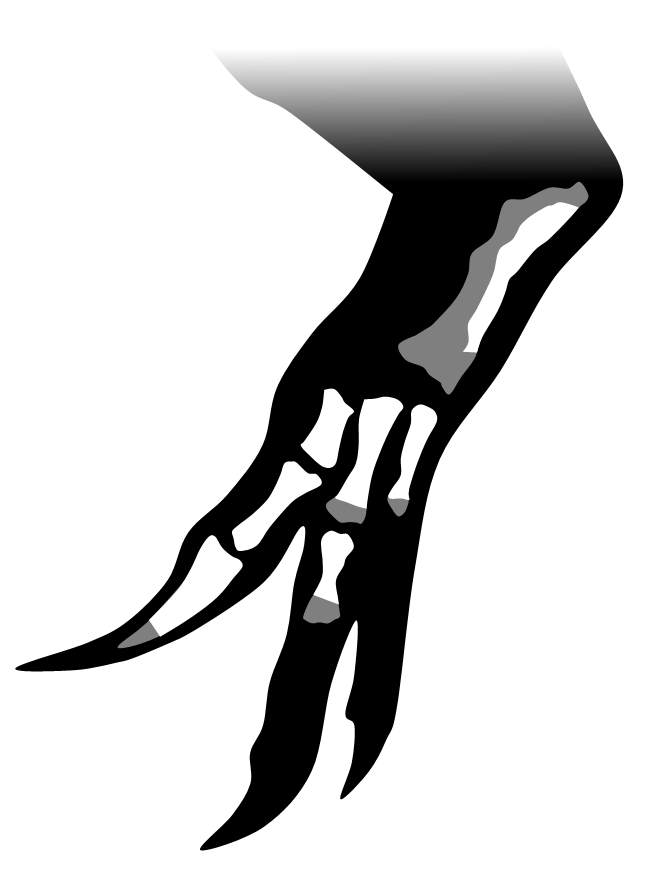
標本 MN 4819-V の手と腕。知られている中で最も完全なスピノサウルス科の手

オリジナルのアンガトラマの吻部先端と共に骨格要素は発見されなかったものの、別の産地から産出した骨格断片 MN 4819-V はアンガトラマ属に属する可能性がある。しかし2つの標本の間に重複する要素がないため、直接的な比較は不可能である。MN 4819-V にはほぼ完全な骨盤、複数の脊椎と尾椎、5つの仙椎、右の腸骨と腓骨の断片、右大腿骨の大部分、尺骨の一部があった。また、ほとんど完全な手が知られており、中手骨・指骨・手根骨・鉤爪が含まれていた。全てのスピノサウルス科と同様に、第1指の鉤爪は強くカーブしていて巨大であった。
骨盤は保存が良く、右側は左側よりも良く関節した。癒合した仙椎がまだ骨盤に付いており、恥骨と坐骨の遠位端は失われていた。腸骨は長さ55.3センチメートルだった。腸骨の前寛骨臼翼は底で曲がり、後寛骨臼翼よりも幾分短く深かった。前寛骨臼翼は前方で大きく、対照的に後寛骨臼翼は細長かった。後寛骨臼翼の底に位置する窪みである brevis fossa は座骨の後側縁をなした。恥骨には比較的大型でほぼ閉じた閉鎖切痕があり、恥骨の後方部位の下側縁で閉鎖神経の通り道になっていたことが示唆されている。仙椎の上に突出した神経棘は長く、スピノサウルス科に典型的であった。生きていた頃には、これらは皮膚で覆われて背中に帆を形成していただろう。MN 4819-V は長く浅い腸骨の上側縁が上に曲がっていないことからスコミムスと区別され、坐骨の底にブレード状の発達した閉鎖隆起を持つことでバリオニクスと区別される。

## 分類
マーティルと彼のチームは元々イリタトルをマニラプトル類の Bullatosauria（現在では単系統群と考えられていない分類群）に分類し、羽毛の生えたオルニトミモサウルス類やトロオドン科と近縁とした。歯の形態、特に長い吻部、そしてヒレ状の鶏冠が他のマニラプトル類に知られていなかったため、研究者は新しい科としてマニラプトル類にイリタトル科を設立した。彼らはイリタトルとスピノサウルスが似た形状で鋸歯状でない歯を持つという類似性を認めたが、スピノサウルスの下顎はイリタトルの上顎と一致せず、コンプソグナトゥスやオルニトレステスのような他の非鳥類型恐竜も鋸歯状構造のない歯を持っていたと記述した。ケルナーは、頬骨が前眼窩窓の一部を形成するという当時のマニラプトル類に見られる固有派生形質を欠いていると発見し、1996年にマーティルらの研究に疑問を投げかけた。また、彼は Irritator challengeri のホロタイプに吻部先端がないためスピノサウルスの歯骨が一致するか否かを知るのは不可能であろうとも指摘した。スピノサウルスとの比較に基づき、ケルナーはイリタトルをスピノサウルス科とし、イリタトル科をスピノサウルス科のジュニアシノニムとした。イリタトルはその後アンガトラマ、バリオニクス、スコミムス、スピノサウルスと共に2003年にオリバー・W・M・ローハットによりバリオニクス科に分類された。トーマス・ホルツらは2004年にバリオニクス科をスピノサウルス科のシノニムと考え、これらの属をスピノサウルス科へ移した。後の研究もこの分類を支持した。スピノサウルス科としてイリタトルとアンガトラマはメガロサウルス上科に位置付けられ、スピノサウルス科はおそらくメガロサウルス科の姉妹群である。

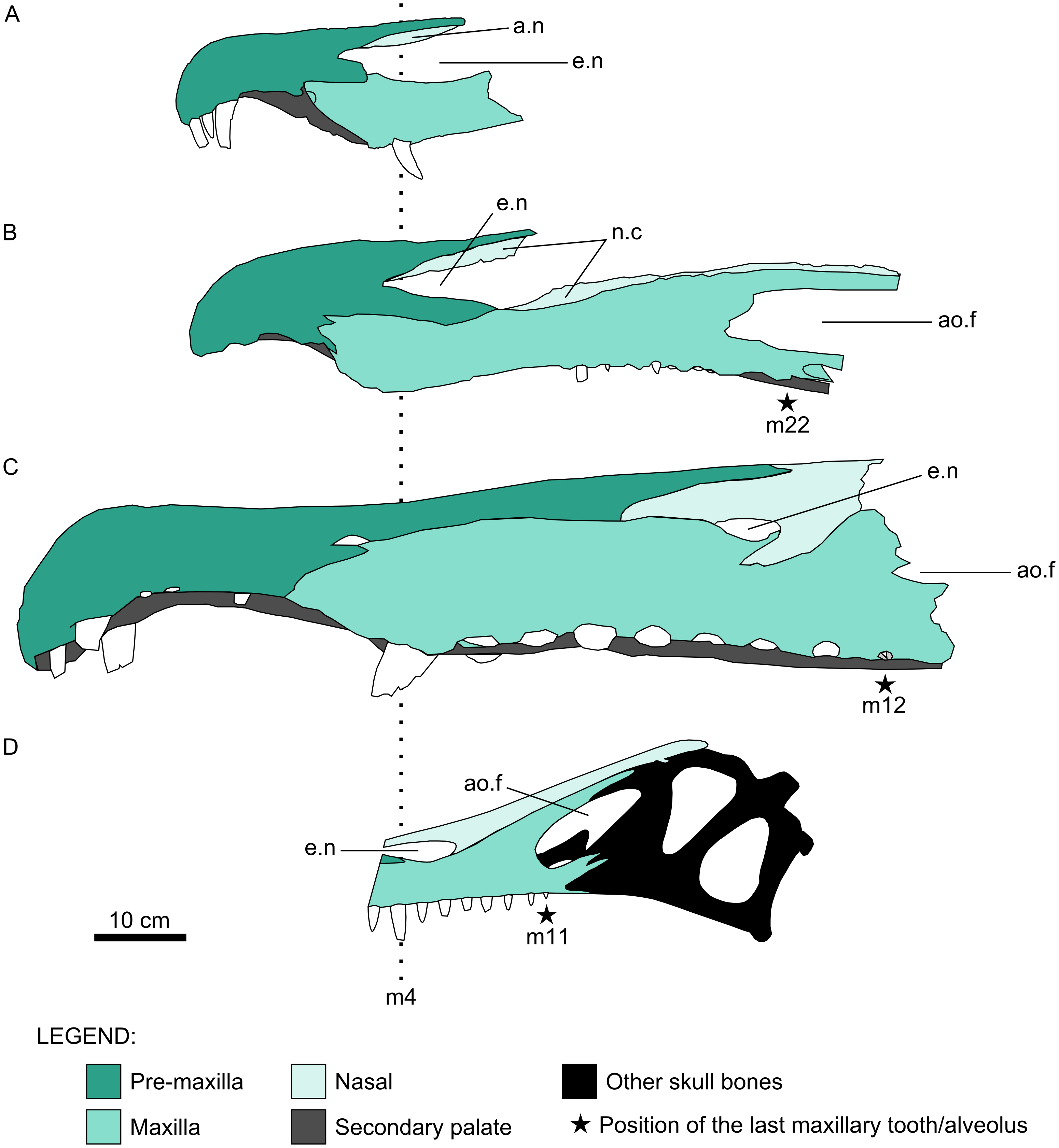
イリタトル（最下部）と他のスピノサウルス科の頭骨要素のダイアグラム。外鼻孔(e.n.)の相対的位置を比較している

1998年、セレノらはスピノサウルス科の2つの亜科を頭骨と歯の特徴に基づいて定義した。彼らはスピノサウルス亜科にスピノサウルスとイリタトルを、バリオニクス亜科にバリオニクスとスコミムスおよびクリスタトゥサウルスを分類した。スピノサウルス亜科は、歯が鋸歯状でなく真っ直ぐであり、間隔が広く、前上顎骨の最初の歯が小さい。2005年に、ダル・サッソらはイリタトルの外鼻孔が上顎骨歯の中央の真上に位置し、これはバリオニクスよりも後方でスピノサウルスよりも前方であると推測した。2017年にセイルズとシュルツは、イリタトルの外鼻孔が実際にはバリオニクスやスコミムスと同様に顎の前方に近く位置することを発見した。外鼻孔が前方に位置することはバリオニクス亜科に典型的な特徴と考えられていた。しかし、イリタトルは鋸歯状でない歯を持ち、これはスピノサウルス亜科に関連する特徴である。セイルズとシュルツは、アラリペ盆地のスピノサウルス科であるイリタトルとアンガトラマがバリオニクス亜科とスピノサウルス亜科の中間形態を代表する可能性があると記し、 さらなる研究によりバリオニクス亜科は側系統群になりうるとも綴った。
イリタトルは上顎骨歯の本数が半分をわずかに上回る程度であることからバリオニクスやスコミムスおよびクリスタトゥサウルスと区別され、外鼻孔が大型で前方に位置し前上顎骨で形成されていることからスピノサウルスとも区別される。狭い矢状鶏冠は前頭骨上のノブ状突起に終わり、これもイリタトルを他のスピノサウルス科から区別する固有派生形質である。Angaturama limai の吻部は一般的に他のスピノサウルス科よりも狭いが、これは化石化の際の変形の可能性がある。ホロタイプ標本は下側縁が部分的に潰れて破損しており、保存された歯は長さに応じて折れていた。それゆえアンガトラマの固有派生形質は矢状鶏冠だけが有効である。矢状鶏冠は吻部の前方へ伸び、他のスピノサウルス科よりも強調されている。
|  | バリオニクス |
|  |              |
|  | スコミムス   |
|  |              |

|  | イリタトル     |
|  |                |
|  | スピノサウルス |
|  |                |

|  | バリオニクス |
|  |              |
|  | スコミムス   |
|  |              |

|  | イリタトル     |
|  |                |
|  | スピノサウルス |
|  |                |

|  | バリオニクス |
|  |              |
|  | スコミムス   |
|  |              |

|  | イリタトル     |
|  |                |
|  | スピノサウルス |
|  |                |

|  | バリオニクス |
|  |              |
|  | スコミムス   |
|  |              |

|  | イリタトル     |
|  |                |
|  | スピノサウルス |
|  |                |

|  | バリオニクス |
|  |              |
|  | スコミムス   |
|  |              |

|  | イリタトル     |
|  |                |
|  | スピノサウルス |
|  |                |

|  | バリオニクス |
|  |              |
|  | スコミムス   |
|  |              |

|  | イリタトル     |
|  |                |
|  | スピノサウルス |
|  |                |

|  | バリオニクス |
|  |              |
|  | スコミムス   |
|  |              |

|  | イリタトル     |
|  |                |
|  | スピノサウルス |
|  |                |

|  | バリオニクス |
|  |              |
|  | スコミムス   |
|  |              |

|  | イリタトル     |
|  |                |
|  | スピノサウルス |
|  |                |

|  | アンガトラマ                                                    |
|  |                                                                 |
|  | \| \| オキサライア \| \| \| \| \| \| スピノサウルス \| \| \| \| |
|  |                                                                 |
|  | オキサライア                                                    |
|  |                                                                 |
|  | スピノサウルス                                                  |
|  |                                                                 |

|  | オキサライア   |
|  |                |
|  | スピノサウルス |
|  |                |

|  | アンガトラマ                                                    |
|  |                                                                 |
|  | \| \| オキサライア \| \| \| \| \| \| スピノサウルス \| \| \| \| |
|  |                                                                 |
|  | オキサライア                                                    |
|  |                                                                 |
|  | スピノサウルス                                                  |
|  |                                                                 |

|  | オキサライア   |
|  |                |
|  | スピノサウルス |
|  |                |

|  | アンガトラマ                                                    |
|  |                                                                 |
|  | \| \| オキサライア \| \| \| \| \| \| スピノサウルス \| \| \| \| |
|  |                                                                 |
|  | オキサライア                                                    |
|  |                                                                 |
|  | スピノサウルス                                                  |
|  |                                                                 |

|  | オキサライア   |
|  |                |
|  | スピノサウルス |
|  |                |

|  | アンガトラマ                                                    |
|  |                                                                 |
|  | \| \| オキサライア \| \| \| \| \| \| スピノサウルス \| \| \| \| |
|  |                                                                 |
|  | オキサライア                                                    |
|  |                                                                 |
|  | スピノサウルス                                                  |
|  |                                                                 |

|  | オキサライア   |
|  |                |
|  | スピノサウルス |
|  |                |

## 古生物学

### 食性と摂食

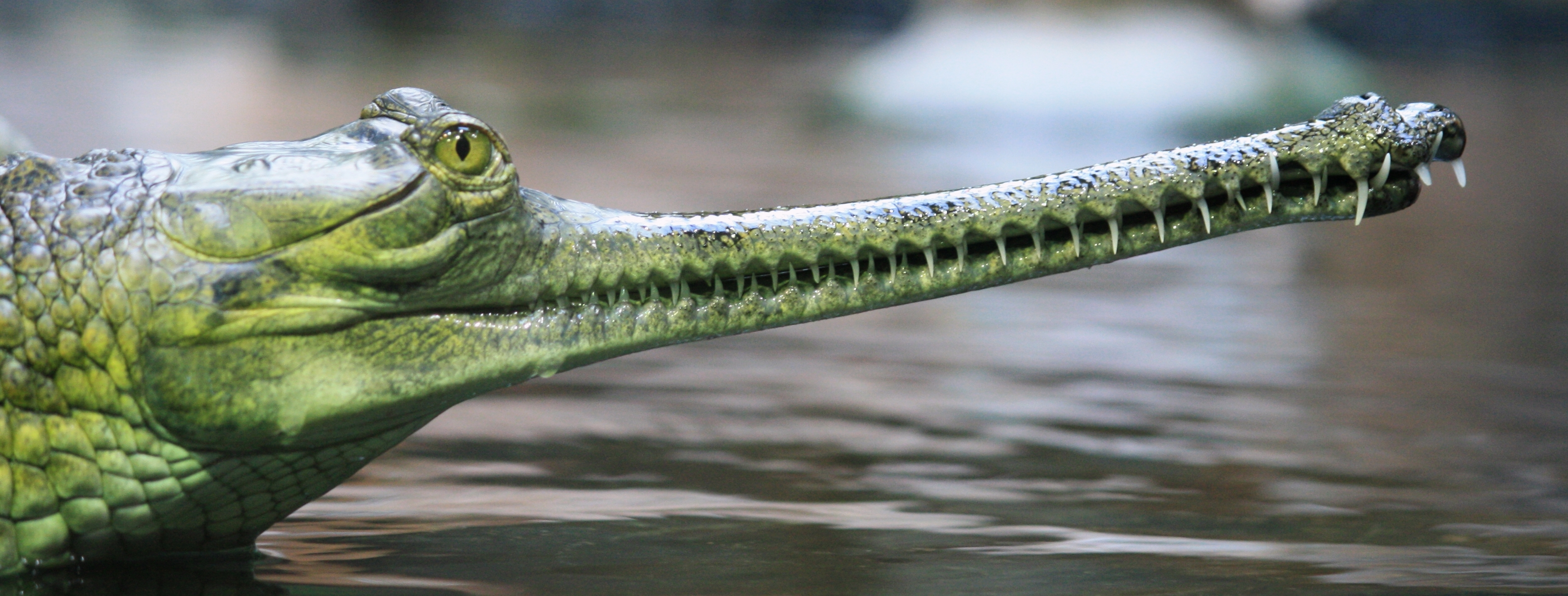
インドガビアルの頭部。イリタトルの頭部との類似性がある

1996年、マーティルらは Irritator challengeri が長い吻部と鋸歯状でない円錐形の歯を持つことから、少なくとも部分的には魚食性であった可能性が高いとした。ホロタイプの形態の多くは彼らの考えていたものと大きく違ったものの、後の研究はこれらの観察結果を支持した。スピノサウルス科の顎は狭く長く、同歯性の尖った歯を持ち、最も魚を食べる現生ワニのインドガビアルにも特に見られる配列であった。スピノサウルス亜科の円錐形の長い歯は鋸歯状の縁を持たず、獲物を刺して確保するのに適していた。これらの歯は、肉を切り裂くのに向いた他の獣脚類のものとは異なった。

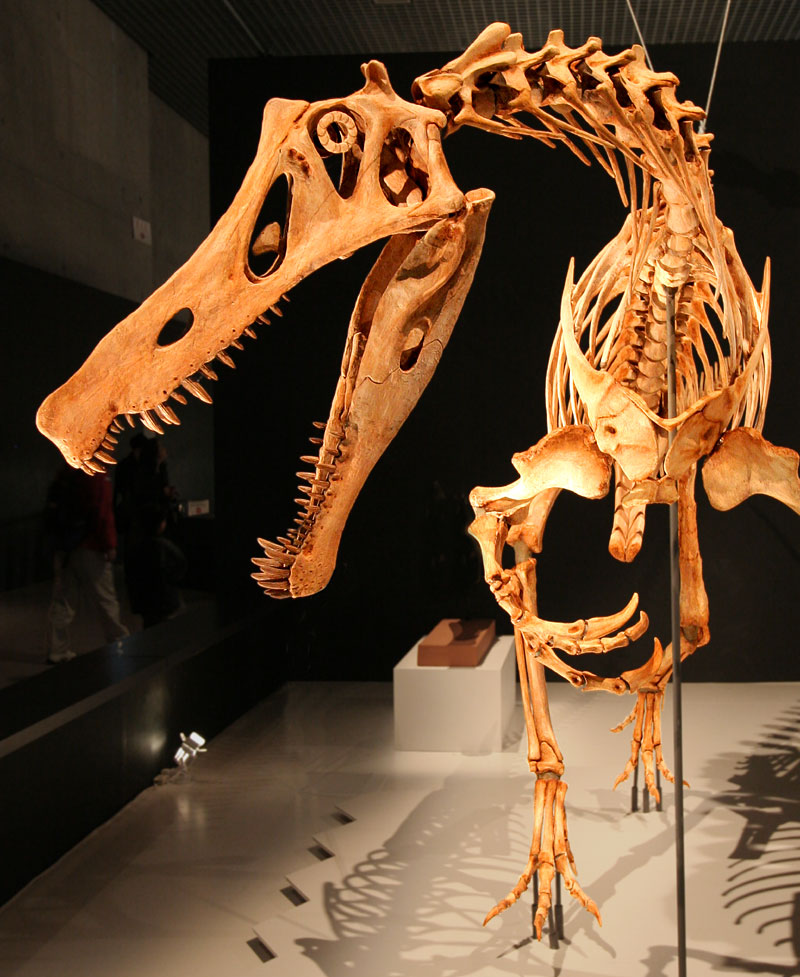
復元された頭骨と首のクローズアップ

イリタトルは硬い二次口蓋と小さな前眼窩窓がワニと共通した。2007年にイギリスの古生物学者エミリー・J・レイフィールドらが有限要素法研究により、これらの性質が他のスピノサウルス科にも存在し、摂食の際の獲物によるねじりの力に対する頭骨の抵抗性が高まったと発見した。これと対照的に大半の獣脚類は二次口蓋を持たずに巨大な前眼窩窓を持ち、強度を捨てて頭骨を軽い構造にしていたとエミリーらは指摘した。イリタトルの外鼻孔は吻部先端から遥か後方へ移っていた。これは口の内側と鼻腔を分ける二次口蓋と共に、獲物を抑えている時や水中でも呼吸ができるようにしていた。特に、イリタトルの二次口蓋は首の筋肉が卓越していたことを示唆しており、これは水の抵抗に逆らって素早く顎を閉じることと、急速に頭を引っ込めることに必要とされた。2015年、ドイツの古生物学者セルヨスカ・W・エヴァースらは同様の適応がアフリカのスピノサウルス科シギルマッササウルスにも見られると発見した。この属の頸椎は下面に幾重もの溝が入っている。これは魚や小型の獲物を素早く獲物を捕らえる際に使用した強力な首の筋肉が附随していたことと矛盾せず、この特徴は現生のワニや鳥類にも観察される。セイルズとシュルツが2019年に発表した論文では、イリタトルやバリオニクス亜科は前方に位置した大型の鼻孔と広大な鼻腔を頭骨に持つため、スピノサウルスよりも嗅覚に狩りを頼っていた可能性があると提唱された。スピノサウルスはおそらく視覚、あるいはワニが水中で動く獲物を感じ取るために使う機械的受容器を主に使っていた。

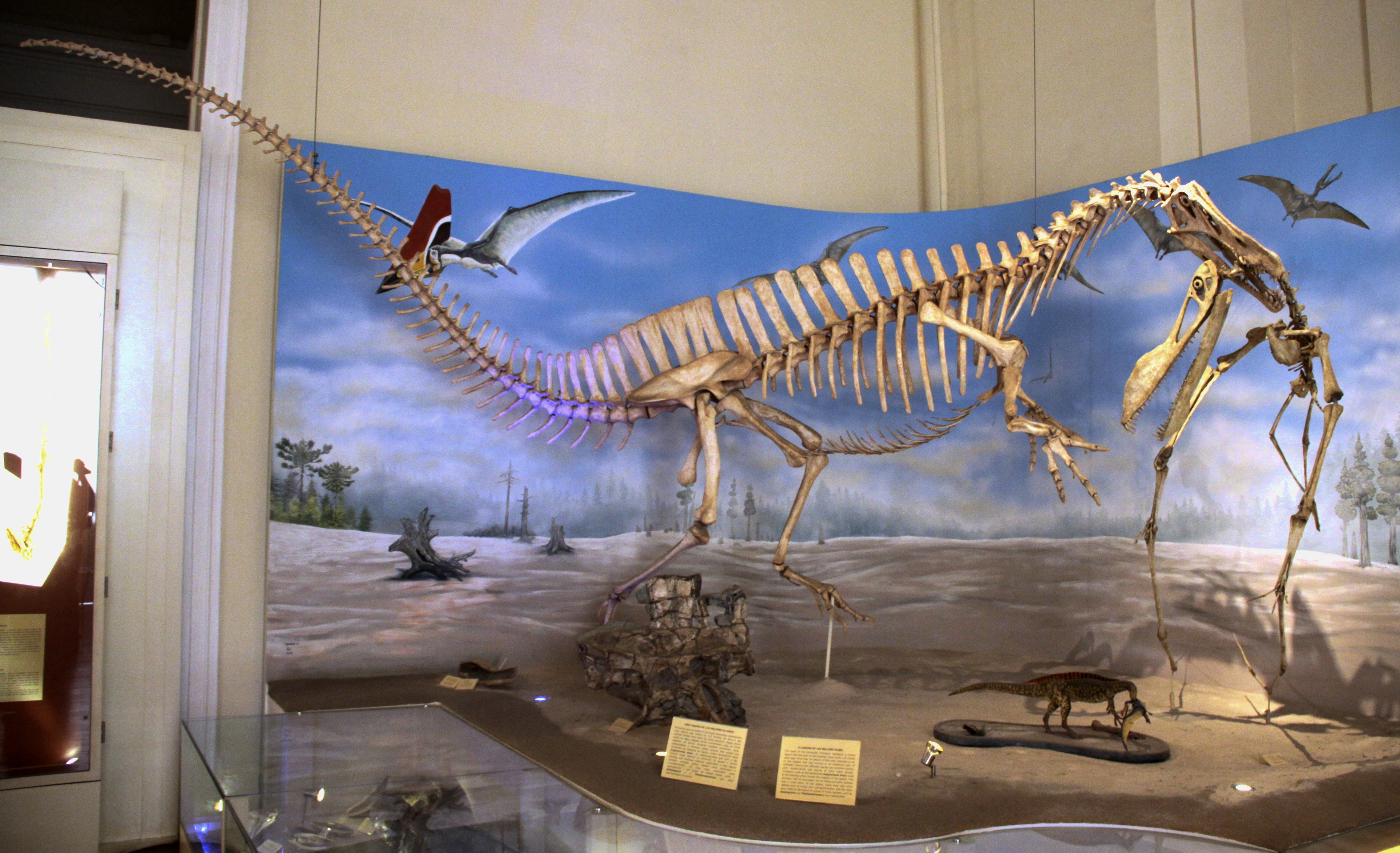
アンハングエラ科の翼竜を襲う姿で組み立てられた骨格。ブラジル国立博物館

他にスピノサウルス科がガビアルと共有する特徴としては、魚を捉えるのに適した、噛み合う歯がロゼット状をなす肥大した吻部先端が挙げられる。知られている大半のスピノサウルス科よりは低い度合いであるものの、この特徴は Angaturama limai のホロタイプ標本にもある。しかし2002年、スースらはスピノサウルス科が完全に魚食に特殊化したと想定する理由がないと指摘した。頭部の形態はジェラリックな食性を示唆し、特に小型動物を獲物としていたと彼らは強調した。事実、肢足歩行の植物食性恐竜である若いイグアノドンが、バリオニクスの骨格化石の中から発見されている。2004年にナイシュらはイリタトルが沿岸に生息するジェネラリスト捕食者として水棲動物と陸棲動物を両方とも狩り、さらにおそらくは死肉も漁っていたという仮説を支持した。イリタトルに属する歯には翼開長3.3メートルほどのオルニトケイルス科翼竜の頸椎に刺さって発見されたものもある。このことから、狩りを行ったのか死体を漁ったのかは不明であるものの、イリタトルが翼竜も捕食していたことが示唆されている。2018年には、オーレリアノらがロムアルド累層の食物網のシナリオを発表した。ロムアルド累層産のスピノサウルス亜科は陸棲及び水棲ワニ上目、カメ、小型から中型の恐竜を捕食した可能性があると彼らは提唱した。スピノサウルス亜科はこの生態系における頂点捕食者であっただろう。

### 水棲
同位体解析や骨組織のような技術を用いた研究から示されるように、多くのスピノサウルス科は半水棲であった可能性が高い。彼らがおそらく水棲の獲物や環境（沿岸生息域）といったアドバンテージを得て明確な生態的地位を占め、より陸棲の獣脚類との競争を避けていたことが判明している。スピノサウルス亜科はバリオニクス亜科よりもそのような生態に適していたらしい。イギリスの古生物学者トーマス・M・S・アーデンらによる2018年の研究では、水棲の特徴を探るためスピノサウルス亜科の形態が調査された。イリタトル、スピノサウルス、シギルマッササウルスの前頭骨がアーチ状で最上部が窪み、前部で狭くなっていることを彼らは発見した。これらの特徴は目が他の獣脚類よりも上に位置していたことに帰着する。特に、大半の獣脚類では眼窩は側方に面していた一方、イリタトルは広い下顎と狭い前頭骨により頭蓋骨の正中線に眼窩が急勾配で面した。これらの特徴により、イリタトルは水に浸かっても水面より上を見ることができた。
2018年、オーレリアノらはロムアルド累層の腸骨断片に解析を行った。サンカルロス大学での標本のCTスキャンにより、骨硬化の存在が明らかにされた。この状態はかつて Spinosaurus aegyptiacus でも観察され、骨を重くして水に浸かるのを楽にしたのかもしれないとされた。この状態がブラジルの脚断片にも見られたことは、少なくともスピノサウルスが1億年前のエジプトに出現した頃にはコンパクトな骨が既にスピノサウルス亜科で進化していたことを示している。近縁種との比較により生命体の未知の特徴を推定するのに用いられる手法 phylogenetic bracketingによると、骨硬化はスピノサウルス亜科では標準的なものであった。これらの特徴の重要性は2018年の後の論文で疑問視され、カナダの古生物学者ドナルド・ヘンダーソンは同論文で骨硬化は獣脚類の浮力に大幅に影響しなかっただろうと異議を唱えた。

## 古環境と古生物地理学

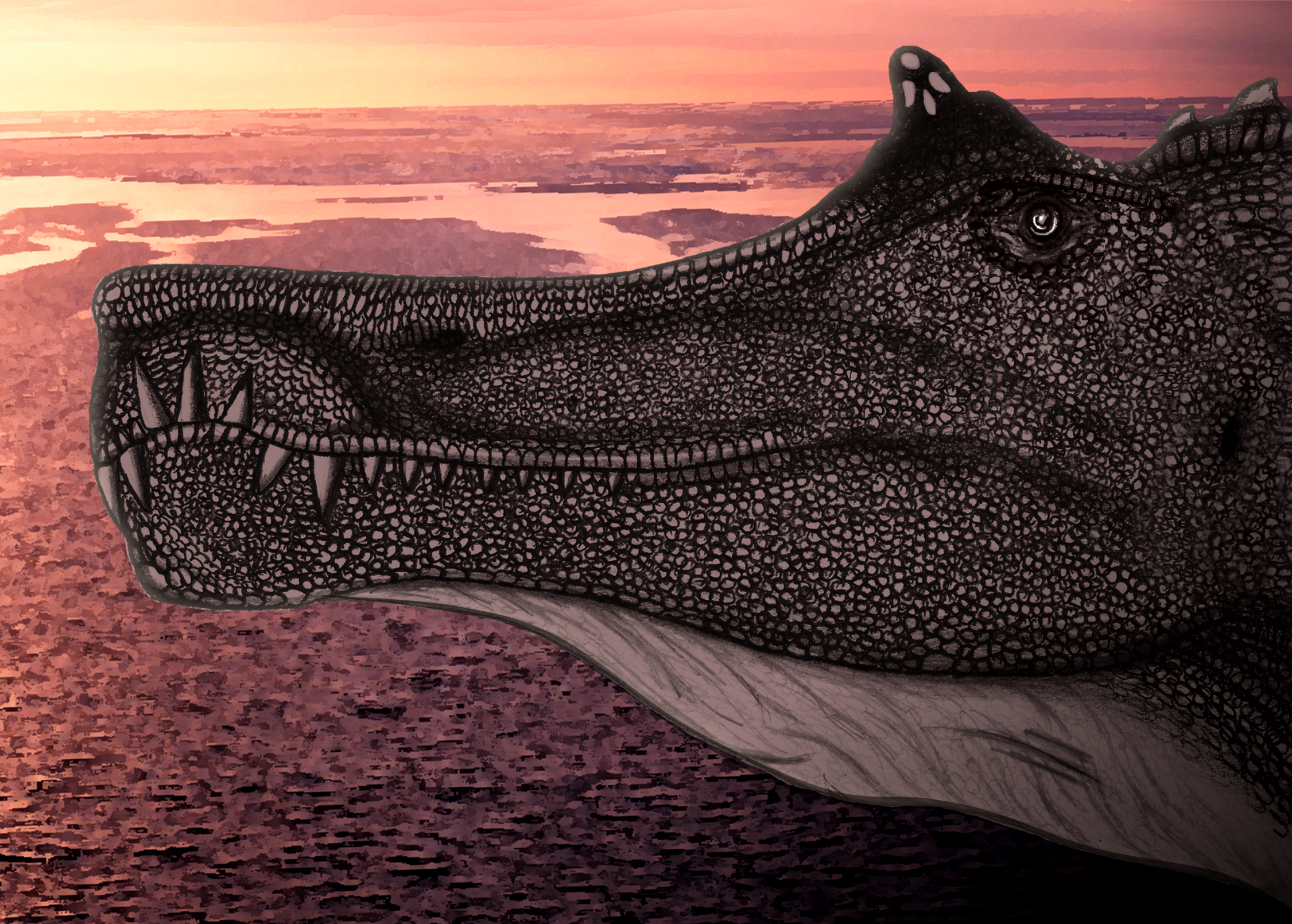
頭部の復元図

イリタトルとアンガトラマはロムアルド累層から知られ、層の岩石は約1億1000万年前の前期白亜紀アルビアンまで遡る。この時代には南南極海が開いており、円形の大西洋を取り巻くブラジル南部とアフリカ南西部の海盆を形成していたが、ブラジル北東部とアフリカ西部はまだ陸で繋がっていた。ロムアルド累層はサンタナ層群の一部で、イリタトルが記載された頃はサンタナ累層とされていた層の部層と考えられていた。ロムアルド累層は化石が素晴らしい状態で保存される堆積層であるラーガーシュテッテで、頁岩に埋め込まれた石灰岩からなり、クラト累層の上に横たわる。石灰岩中に化石が立体的に保存されていることで有名であり、多くの翼竜化石でも知られる。翼竜や恐竜の筋繊維に加え、エラや消化物、心臓を保存した魚類も発見されている。この層は海水準の変動サイクルと競合する不規則な淡水の影響を受ける沿岸のラグーンであったと解釈されている。この層の気候は熱帯で、現在のブラジルの気候に大まかに対応している。層を取り巻く地域は乾燥地帯ないし半乾燥地帯で、大部分の植物相は乾生植物であった。ソテツ類と絶滅種の毬果植物門のブラキフィルムが最も広がった植物であった

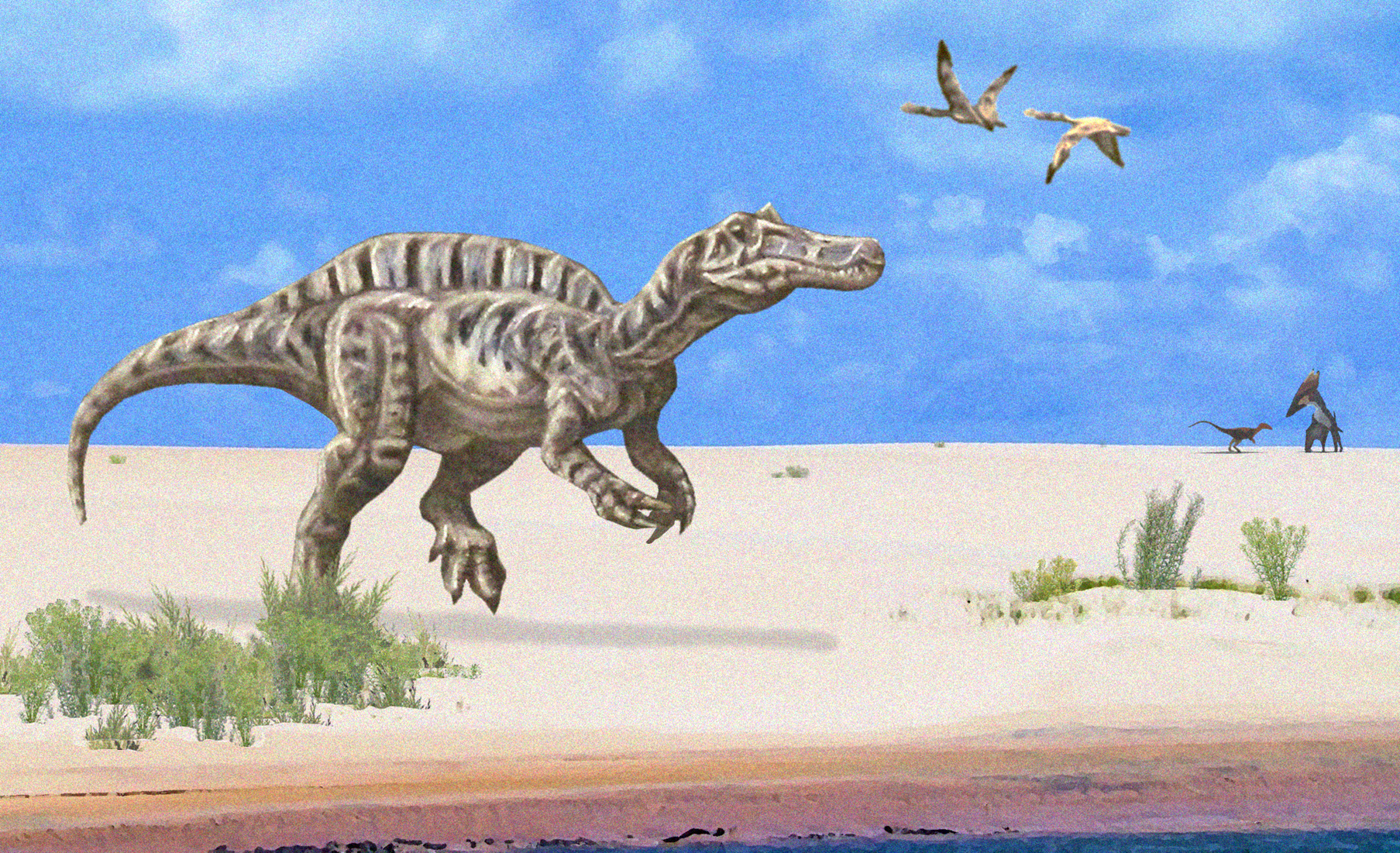
ロムアルド累層の環境で沿岸を歩くイリタトルの復元図

当時の環境はアンハングエラ、アラリペダクティルス、アラリペサウルス、ブラシレオダクティルス、ケアラダクティルス、コロボリンクス、サンタナダクティルス、タペヤラ、タラッソドロメウス、トゥプクスアラ、バルボサニア、マーラダクティルス、トロペオグナトゥス、アンウィンディアなどの翼竜が支配的であった。イリタトル以外で判明している恐竜の動物相は、ティラノサウルス上科のサンタナラプトル、コンプソグナトゥス科のミリスキア、未同定のウネンラギア亜科のドロマエオサウルス科、マニラプトル類に代表された。アラリペスクスやカリリスクスといったワニ形上目やブラシレミス、ケアラケリス、アラリペミス、エウラキセミス、サンタナケリスのようなカメが堆積層から知られている。また、カイエビ、ウニ、貝虫、軟体動物も生息していた。保存の良い魚類の化石記録としてはヒボドゥス科のサメ、エイ、ガー、アミア科、オスニア科、アスピドリンクス科、クラドキクルス科、ソトイワシ科、サバヒー科、マウソニア科や未同定の種が挙げられる。ナイシュらによると、植物食恐竜がいないことは、植生が乏しく大規模な集団を維持できなかったことを意味する可能性がある。個体数の多い肉食獣脚類は、その後豊かな水棲生物を主要な食糧源に変えた可能性がある。また、嵐の後には翼竜や魚類の死骸が海岸線に打ち上げられて獣脚類に膨大な腐肉が提供されたとも彼らは仮説を立てた。層には複数の魚食動物が生息し、熾烈な競争が起こった可能性もある。オーレリアノらは動物たちが間違いなくある程度生態的地位を分けていたと主張した。この見解では、ラグーンの中で動物たちは体格と生息地に合わせて獲物を変えていた。

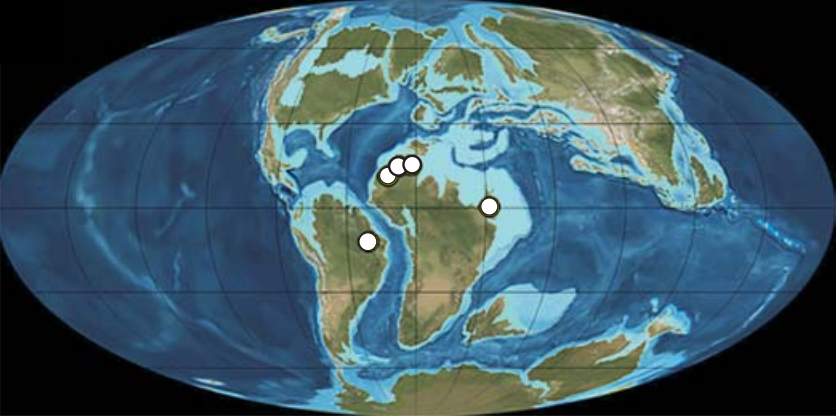
1億1300万年前から9390万年前のアルビアン - セノマニアンに由来するスピノサウルス科の化石が発見された場所

ロムアルド累層とクラト累層の動物相は白亜紀中ごろのアフリカの動物相と類似しており、アラリペ盆地がテチス海と繋がっていたことが示唆されている。ただし、アラリペ盆地に海洋無脊椎動物がいないため盆地の堆積物は海洋性ではなかったことが示されており、テチス海とアラリペ盆地の繋がりは散発的であった可能性が高い。スピノサウルス科は既に前期白亜紀の間に拡散を遂げていた。セレノらは1998年に、テチス海が開いたためスピノサウルス亜科が南（アフリカ、ゴンドワナ）で、バリオニクス亜科が北（ローラシア）で進化したと提唱した。これに続き、2005年にはマカドとケルナーがスピノサウルス亜科はアフリカから南アメリカへ広がったと仮説を立てた。セレノらは南アメリカとアフリカでのスピノサウルス亜科の分岐進化は大西洋に起因する可能性が高いと推論し、大西洋の開口部が徐々に大陸を隔てて両分類群の差異に繋がったとした。同様のシナリオは2014年にブラジルの古生物学者マヌエル・A・メデイロスらがアルカンターラ累層の動物相に提唱しており、この層ではオキサライアが発見されている。しかし、スピノサウルス科の古生物地理学は仮説の段階かつ遥かに不確定のままであり、アジアとオーストラリアでの発見によりさらに事態は複雑であることが示唆されている。

### 化石化
Irritator challengeri のホロタイプ標本の化石化の過程は複数の研究者が議論してきた。頭骨は傍に横たわるようにして発見された。化石化に先駆け、頭蓋腔の後ろの幾つかの骨、歯骨、粘骨、烏口骨、下顎の右の角骨が失われた。他の骨はほとんどが後頭部に由来し、分離して頭部の別の場所へ分散して埋没した。2004年にナイシュらは、ロムアルド累層の恐竜の動物相は海岸線か川で死亡して海へ運ばれ、漂った末に化石化した動物に代表されていると主張した。2018年にオーレリアノらはこのシナリオに異議を唱えた。Irritator challengeri のホロタイプの下顎は残りの頭骨と関節下状態で発見されていたが、死体が海を漂ったなら分散した可能性が高いと彼らは主張した。また、骨格の骨硬化ゆえに死体はすぐに海へ沈んだとも彼らは綴った。従って、サンタナ層群から産出した化石は異所的に堆積したのではなく、土着の生息地で埋没した生物を代表するものであると彼らは結論付けた。